# 3FM Serious Request
3FM Serious Request (vaak verkort tot Serious Request) is een geldinzamelingsactie die sinds 2004 jaarlijks georganiseerd wordt in de week voor kerst door de Nederlandse radiozender NPO 3FM. Tijdens de actie zetten dj's van de radiozender zich in voor een specifiek thema. Tot en met 2020 was de actie in samenwerking met het Rode kruis. In 2021 is het Wereld Natuur Fonds de samenwerkende organisatie.
Op 13 september 2022 werd bekendgemaakt dat Het Vergeten Kind het doel is van 2022. In 2023 werd geld ingezameld voor Stichting ALS Nederland. In 2024 viel de keuze op Stichting Metakids.
Tijdens het evenement worden enkele dj's vijf of zes dagen opgesloten in een glazen huis. De dj's draaien dag en nacht verzoeknummers voor luisteraars, in ruil voor een donatie. Tijdens de eerste drie edities stond het Glazen Huis op de Neude in Utrecht. Sinds 2007 wisselt de locatie.
In 2018 onderging het evenement een vernieuwing en werd het Glazen Huis door een wandeltocht vervangen. Deze vernieuwing werd in 2021 weer ongedaan gemaakt en sindsdien is het Glazen Huis weer terug.

## Ontstaansgeschiedenis
De voorloper van 3FM Serious Request is Request on Tour. De laatste drie dagen van 2003 toerde de 'Request-bus' door het land om geld in te zamelen voor Villa Pardoes door middel van het aanvragen van verzoeknummers voor geld. Er werd toen 16.000 euro opgehaald.
In 2004 verlieten dj's Rob Stenders en Ruud de Wild 3FM, waarna zij werden vervangen door respectievelijk Giel Beelen en Wouter van der Goes. Zendercoördinator Florent Luyckx ging op zoek naar een platform om deze aangepaste programmering wat meer profiel te geven. 3FM was door die vernieuwing volgens hem kwetsbaar, al helemaal in de maand december.
In september 2004 ontstond na het fataal afgelopen gijzelingsdrama in Beslan bij enkele programmamakers, onder wie Giel Beelen, Sander de Heer en Jan-Willem Roodbeen, het idee om iets voor een goed doel te gaan doen. 3FM zocht daarop contact met de stichting Beslan, maar meerdere hulporganisaties bleken al aandacht voor Beslan te hebben. Naar aanleiding van een item op tv over het conflict in Darfur opperde Beelen dit als goede doel te nemen, en Het Nederlandse Rode Kruis was blij met de aandacht voor deze zogenaamde 'stille ramp'.
Het format van het jaar ervoor, Request on Tour, werd sterk uitgebreid. Roodbeen kwam met het idee van een glazen studio op een publieke plek, zodat de dj's tijdens meerdere dagen door passerend publiek bekeken kunnen worden. Om van het verblijf een uitdaging te maken, bedacht Roodbeen dat de dj's moesten gaan vasten.

## Opzet

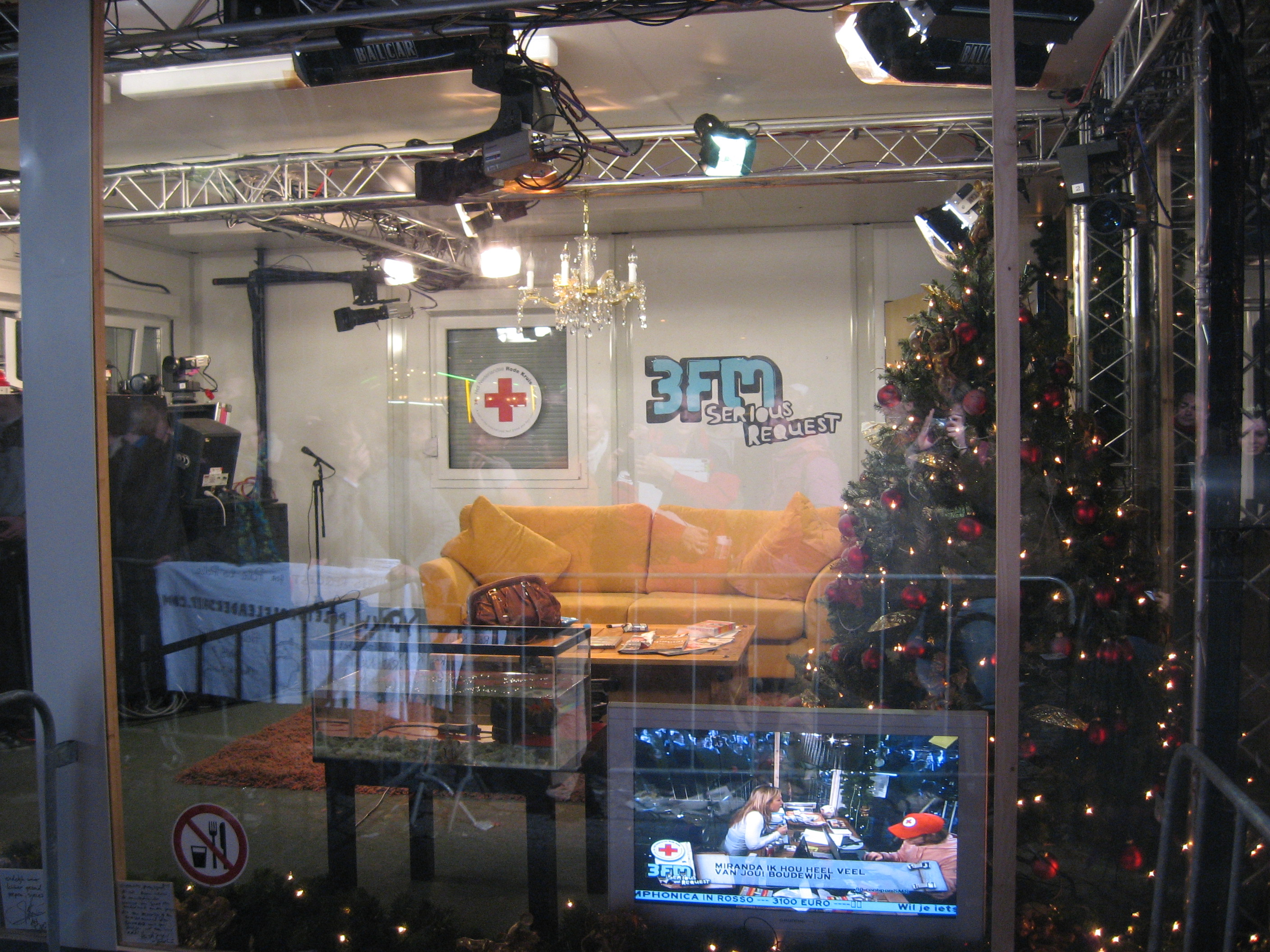
Interieur van het Glazen Huis tijdens de editie van 2006

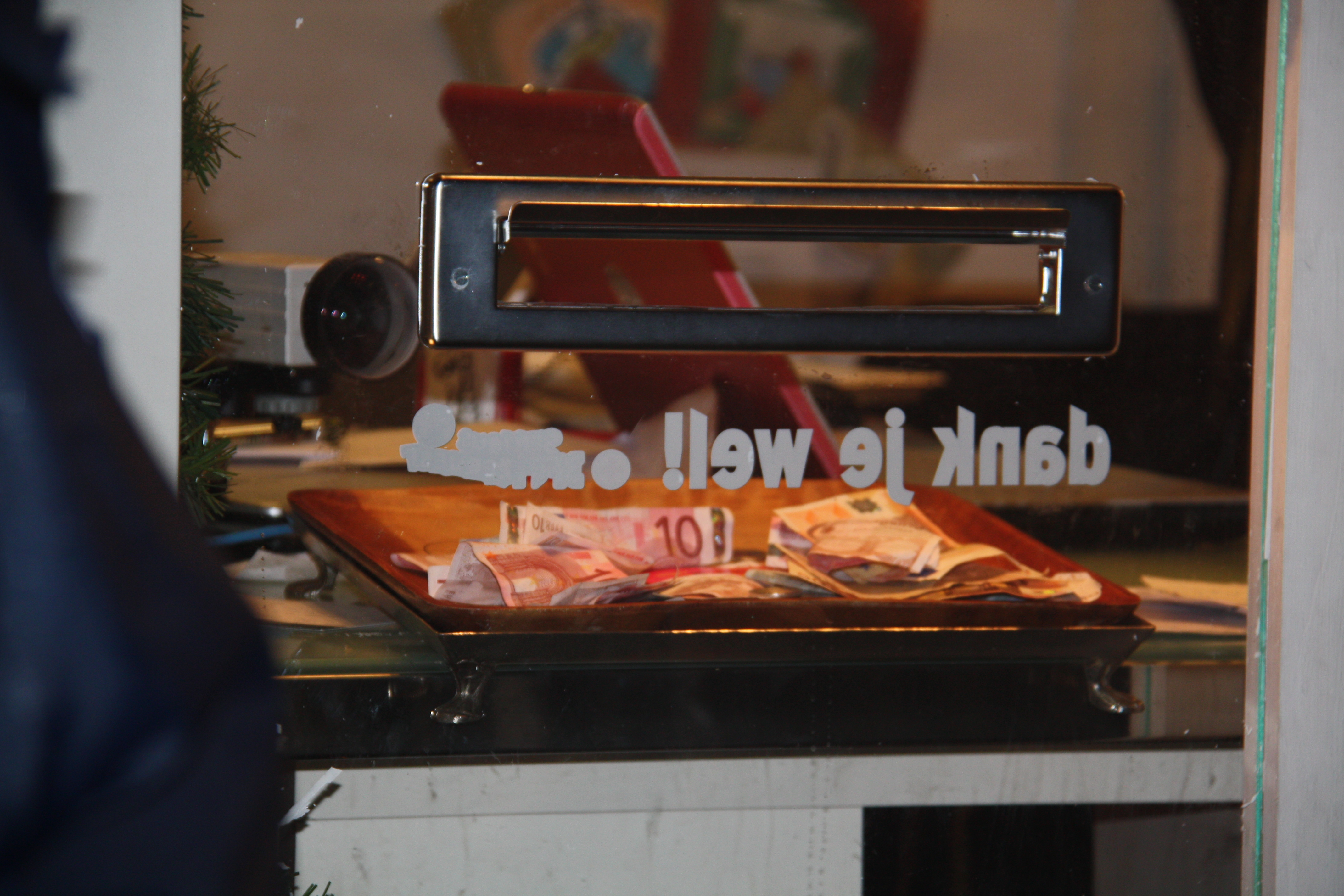
De brievenbus waar geld in gegooid kan worden tijdens Serious Request 2008 in het Glazen Huis te Breda

### Het Glazen Huis (2004-2017 en 2021-heden)
In de week voorafgaand aan Kerst nemen dj's van het radiostation NPO 3FM gedurende zes dagen (vijf in 2004) plaats in een glazen huis, om radio te maken voor het goede doel.  Een BN'er sluit het huis op de vooravond van de eerste dag en start hiermee de actie. In 2024 sloot echter niet een BN'er, maar de burgemeester van Zwolle, Peter Snijders, op de vooravond het huis samen met een aantal kinderen met een metabole ziekte om de actie te starten. De dj's maken tijdens de actie afwisselend radio, waarbij de playlist is gebaseerd op door het publiek aangevraagde muziek. Voor zo'n aanvraag wordt een geldbedrag gedoneerd, meestal zo'n 10 tot 25 euro met uitschieters tot enkele duizenden euro's. Verzoeknummers kunnen gedurende de actieweek telefonisch of via de site van NPO 3FM worden aangevraagd. De actie is ook te streamen via deze site en via NPO 1 Extra met beelden van het Glazen Huis. Hierbij is op het scherm een QR-code te zien die met de smartphone kan worden gescand om verzoeknummers aan te vragen en geld te doneren aan het goede doel. In 2021 haalde Serious Request geld op voor het WNF kunnen en konden de platen ook op hun site worden aangevraagd.
Tijdens de edities van 2004 tot en met 2017 mochten de opgesloten dj's geen vast voedsel eten. In plaats daarvan kregen ze groente- en fruitsappen. In 2021 is eten in het Glazen Huis wel toegestaan; toen lag de uitdaging bij de warmte in het huis. Vanaf 2022 is eten wederom niet toegestaan. Vanaf 2023 is daarnaast ook het gebruik van de mobiele telefoon niet toegestaan in het Glazen Huis. De deelnemende dj's moeten vanaf dat jaar voordat ze het Glazen Huis betreden hun mobiele telefoons inleveren. Ze mogen tijdens de actie alleen via de radio of bezoeken aan het Glazen Huis contact onderhouden met de buitenwereld. Naast het Glazen Huis is een podium waarop tijdens de actie allerlei artiesten optreden om het publiek op het plein te vermaken.
Muziekaanvragen vormen niet de enige bron van inkomsten. Tijdens de actie zijn er door het hele land acties van zowel NPO 3FM als particulieren. Bij de meeste edities is er ook een veiling van uiteenlopende producten en activiteiten. Tijdens de eerste zes edities deed de Nederlandse regering ook een donatie. De laatste keer was in 2009. De overheidsbijdrage was toen 3 miljoen euro. 
Tijdens de actie wordt er dagelijks een tussenstand bekendgemaakt. Gedurende de laatste avond worden de dj's uit het Glazen Huis bevrijd waarna vervolgens het eindbedrag bekendgemaakt wordt. Dat vindt meestal plaats op een eindfeest. Vlak voor het eindbedrag bekend wordt gemaakt, ontvangen de dj's elk een appel. Deze appel is grotendeels van symbolische waarde aangezien deze appel het eerste vaste voedsel is dat zij innemen sinds het begin van de actie.

### The Lifeline (2018-2020)

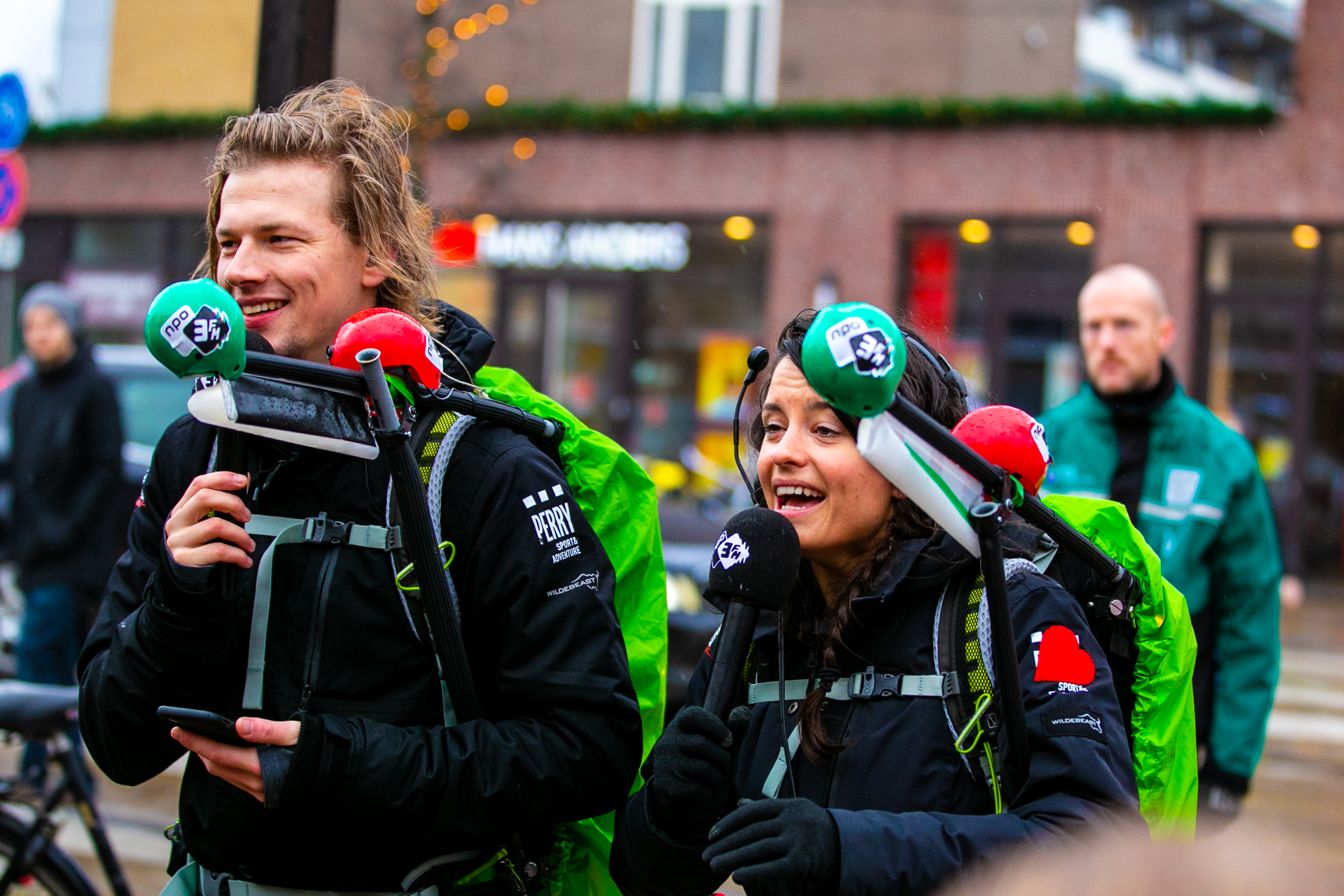
Dj's Sander en Eva langs een van de wandelroutes van Serious Request 2018

Tijdens de edities van 2018, 2019 en 2020 was er geen Glazen Huis. In plaats daarvan wandelden dj's van de radiozender langs van tevoren vastgelegde routes om acties te bezoeken, onder de naam Serious Request The Lifeline. In 2018 waren dat drie wandelroutes. Tijdens de editie van 2019 werd dat teruggebracht tot één route. Ophalen van geld gebeurde op dezelfde manier als bij het Glazen Huis: via het verzamelen van directe donaties, opbrengsten uit acties, het organiseren van een veiling en het tegen betaling aanvragen van nummers. De opbrengst werd bekendgemaakt tijdens een eindshow in de stad waar de dj's naartoe liepen. 
De editie van 2020 moest worden afgelast vanwege de coronapandemie die dat jaar uitbrak. De dj's zouden tijdens deze editie van Roermond naar Zwolle lopen. De editie werd vervangen door een online editie waarbij dj's een week lang werden opgesloten in een loods op Twente Airport. Deze online editie stond geheel in het teken van de coronapandemie. Het geld dat werd ingezameld werd gebruikt voor de bestrijding hiervan.   
In 2021 werd besloten om niet verder te gaan met deze wandeltochten en terug te gaan naar de traditionele opzet met een glazen huis.

### Muziek
Bij elke editie van 3FM Serious Request kwam er in de loop van de dagen één plaat in de picture, doordat er vaak op werd geboden en doordat de dj's hier vrolijk van werden. Deze platen waren niet van tevoren gekozen. Het favoriete nummer van de dj's werd over het algemeen ook het meest aangevraagd. Dit nummer werd dan ook vaak het Serious Request Anthem genoemd.
Na afloop van Serious Request wordt tot en met 3 januari de Top Serious Request uitgezonden, een overzicht van de meest aangevraagde platen. Het meest aangevraagde nummer werd als laatst gedraaid. Vanaf 2016 heette deze lijst "Het Langste Weekend", waarin de meest aangevraagde platen vanaf het jaar 2000 gedraaid werden.
Sinds 2008, met uitzondering van 2018, wordt er ook elk jaar een themanummer gemaakt voor Serious Request. Dit nummer werd in de weken voor Serious Request regelmatig gedraaid en diende tevens ter ondersteuning van de promofilmpjes. In 2015 werd het themanummer voor het eerst tevens het Serious Request Anthem.
| Editie          | Meest aangevraagde nummer en/of favoriete nummer          | Themanummer (sinds 2008, met uitzondering van 2018)                |
| --------------- | --------------------------------------------------------- | ------------------------------------------------------------------ |
| 2004            | The Chemical Brothers – Galvanize                         |                                                                    |
| 2005            | Jamie Lidell – Multiply                                   |                                                                    |
| 2006            | The Fratellis – Chelsea Dagger                            |                                                                    |
| 2007            | The Wombats – Let's Dance to Joy Division                 |                                                                    |
| 2008            | Jordy van Loon – Verliefdheid                             | Novastar – Waiting So Long                                         |
| 2009            | Ryan Shaw – It Gets Better                                | Rigby – One Song                                                   |
| 2010            | Martin Solveig feat. Dragonette – Hello                   | BLØF – Wijd Open                                                   |
| 2011            | Studio Killers – Ode to the Bouncer                       | Ilse DeLange – DoLuv2LuvU                                          |
| 2012            | Will.i.am en Britney Spears – Scream & Shout              | Laura Jansen & Tom Chaplin – Same Heart                            |
| 2013            | Fatboy Slim – Eat Sleep Rave Repeat (Calvin Harris Remix) | Racoon – Shoes Of Lightning                                        |
| 2014            | Galantis – Runaway (U & I)                                | Jacqueline Govaert – Make More Sound                               |
| 2015            | Typhoon – Niet weglopen                                   | Typhoon – Niet weglopen                                            |
| 2016            | Major Lazer & Showtek – Believer                          | Lucas Hamming – Are You With Me                                    |
| 2017            | Hardwell & KSHMR – Power                                  | Rico & Sticks – Breng Het Samen                                    |
| 2018            | onbekend                                                  |                                                                    |
| 2019            | Sidney Samson – It's About To Go Down                     | Blanks – Everything's Changing                                     |
| 2020 (april)    | Disclosure – Tondo (Never Walk Alone editie)              | Marcus Mumford – You'll Never Walk Alone (Never Walk Alone editie) |
| 2020 (december) | Neet oét Lottum – Hald mich 's vas                        | Smith & Burrows – Parliament Hill                                  |
| 2021            | Michael Jackson – Earth Song Goldband – De wereld         | Son Mieux – The Mustard Seed                                       |
| 2022            | Goldband – Noodgeval                                      | S10 – Hoor je mij                                                  |
| 2023            | Son Mieux – Tonight                                       | Douwe Bob – Chase My Heart Away (Hero)                             |
| 2024            | Coldplay – Fix You                                        | Rondé – I Believe in Love                                          |

### Internationaal
Door de jaren heen heeft de actie navolging gekregen in verschillende andere landen, vaak (vooral in de eerste jaren) gekoppeld aan het Nederlandse initiatief, inzamelend voor hetzelfde goede doel. België had van 2006 tot 2011 een glazen huis onder de naam Music For Life (Vlaanderen), en sinds 2013 een met Viva For Life (Wallonië). Ook Zwitserland, Zweden, Kenia en Zuid-Korea startten een eigen glazenhuis-actie.

### Goldband
Sinds 2021 organiseert ook de Haagse Goldband een eigen versie van de actie. Zij laten zichzelf in de week voor Kerstmis 36 uur opsluiten in een Glazen Huis bij Club Pip in Den Haag om geld op te halen voor een goed doel. Dit is een ander goed doel dan dat van Serious Request. Deze actie wordt live gestreamd via een speciaal daarvoor gemaakte site.

## Edities

### 2004 – "Jouw druppel op een gloeiende plaat"
Van 20 tot 24 december 2004 vond Serious Request in de vernieuwde vorm voor het eerst plaats, op de Neude in Utrecht. Wouter van der Goes, Claudia de Breij en Giel Beelen waren de bewoners van het eerste Glazen Huis, waarin ze vijf dagen lang, 24 uur per dag radio maakten en daarbij niets aten. Eric Corton was naar Tsjaad afgereisd, om in het grensgebied met Darfur reportages te maken. In totaal werd er € 915.955 verzameld, ruim genoeg voor een noodhospitaal in Darfur. Het programma won de Marconi Award 2004–2005 voor het beste radioprogramma.

### 2005 – "Red een kind in Congo"
Van 19 tot 24 december 2005 stond er opnieuw een glazen huis op de Neude in Utrecht. Dit keer waren de bewoners Giel Beelen, Gerard Ekdom en Wouter van der Goes. Er werd geld ingezameld voor kinderen in Congo. Er werd € 2.203.549 opgehaald, waarvan € 1.000.000 van de Nederlandse regering. Het programma ontving het Gouden Radio-Oortje 2006 voor het beste radio-evenement van het afgelopen jaar.
Cabaretier Youp van 't Hek zong zijn lied Flappie. Tijdens de Serious Request-editie van 2009 in Groningen en die van 2012 in Enschede bracht hij het weer ten gehore.

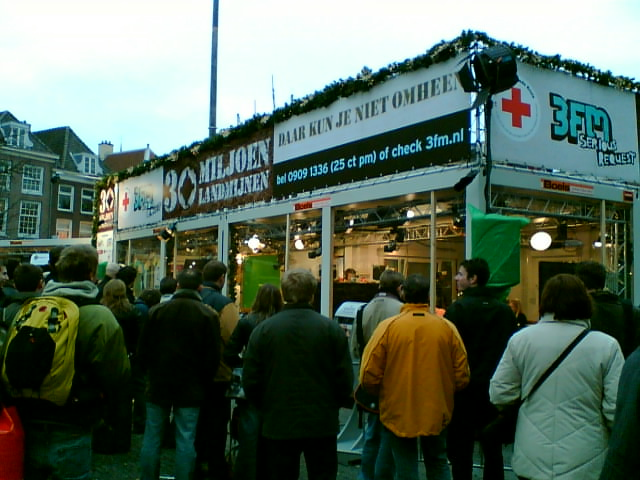
Het Glazen Huis op de Neude in Utrecht

### 2006 – "30 miljoen landmijnen, daar kun je niet omheen"
Net als de voorgaande jaren was er ook voor de derde editie een glazen huis opgebouwd op de Neude in Utrecht, nu met als bewoners Giel Beelen, Gerard Ekdom en Sander Lantinga. Ditmaal was er gekozen om hulp te bieden aan slachtoffers van landmijnen. De eindstand die op 24 december bekend werd gemaakt was € 2.848.495, inclusief de beloofde één miljoen euro van de Nederlandse regering.

#### Huis in België
In 2006 werkte ook het Vlaamse Studio Brussel mee voor hetzelfde goede doel. Bij hen stond het Glazen Huis in de studentenstad Leuven. De actie leverde uiteindelijk € 2.705.156 op, waarvan € 100.000 van de Vlaamse overheid en een verdubbeling van het totaalbedrag door de federale overheid.

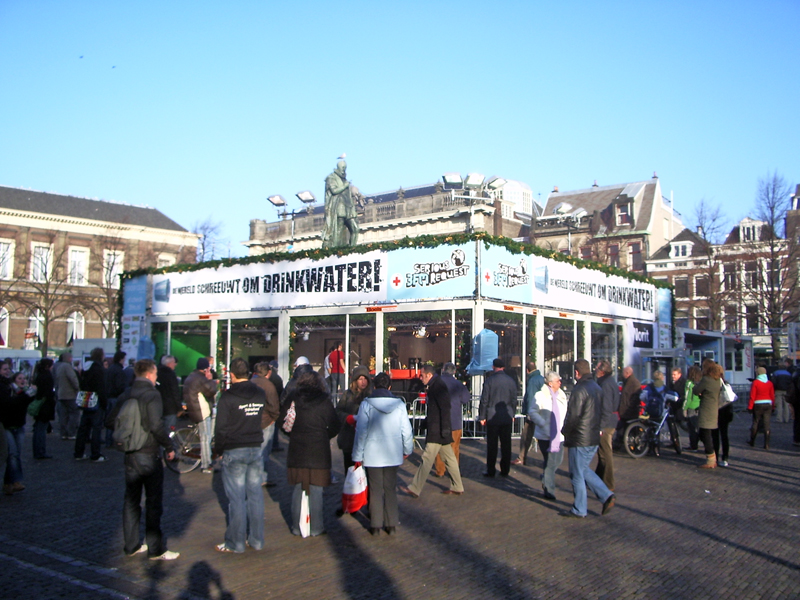
Het Glazen Huis op het Plein in Den Haag

### 2007 – "De wereld schreeuwt om drinkwater"
Op 30 augustus 2007 werd bekend dat er dit jaar geld ingezameld zou worden voor het realiseren van betere drinkwatervoorzieningen in de wereld. Deze editie van Serious Request vond in tegenstelling tot de voorgaande jaren niet plaats op de Neude in Utrecht, maar op het Plein in Den Haag, met de dj's Gerard Ekdom, Rob Stenders en Michiel Veenstra. Uiteindelijk werd er € 5.249.466 opgehaald.

#### Huizen in andere landen
Ook in 2007 organiseerde Studio Brussel de actie onder de naam Music For Life, met een glazen huis in Leuven. De opbrengst van hun actie was dit jaar € 3.353.568.
Het Franstalige Zwitserse publieke radiostation Couleur 3 deed dit jaar voor de eerste keer mee aan de actie. Het Zwitserse Glazen Huis stond aan de Rue de la Rôtisserie in Genève onder de naam Couleur Terre. De dj's hebben niet gevast en ze moesten het alleen van de aangevraagde platen hebben. De opbrengst was uiteindelijk 252.000 Zwitserse frank, ofwel € 151.218.

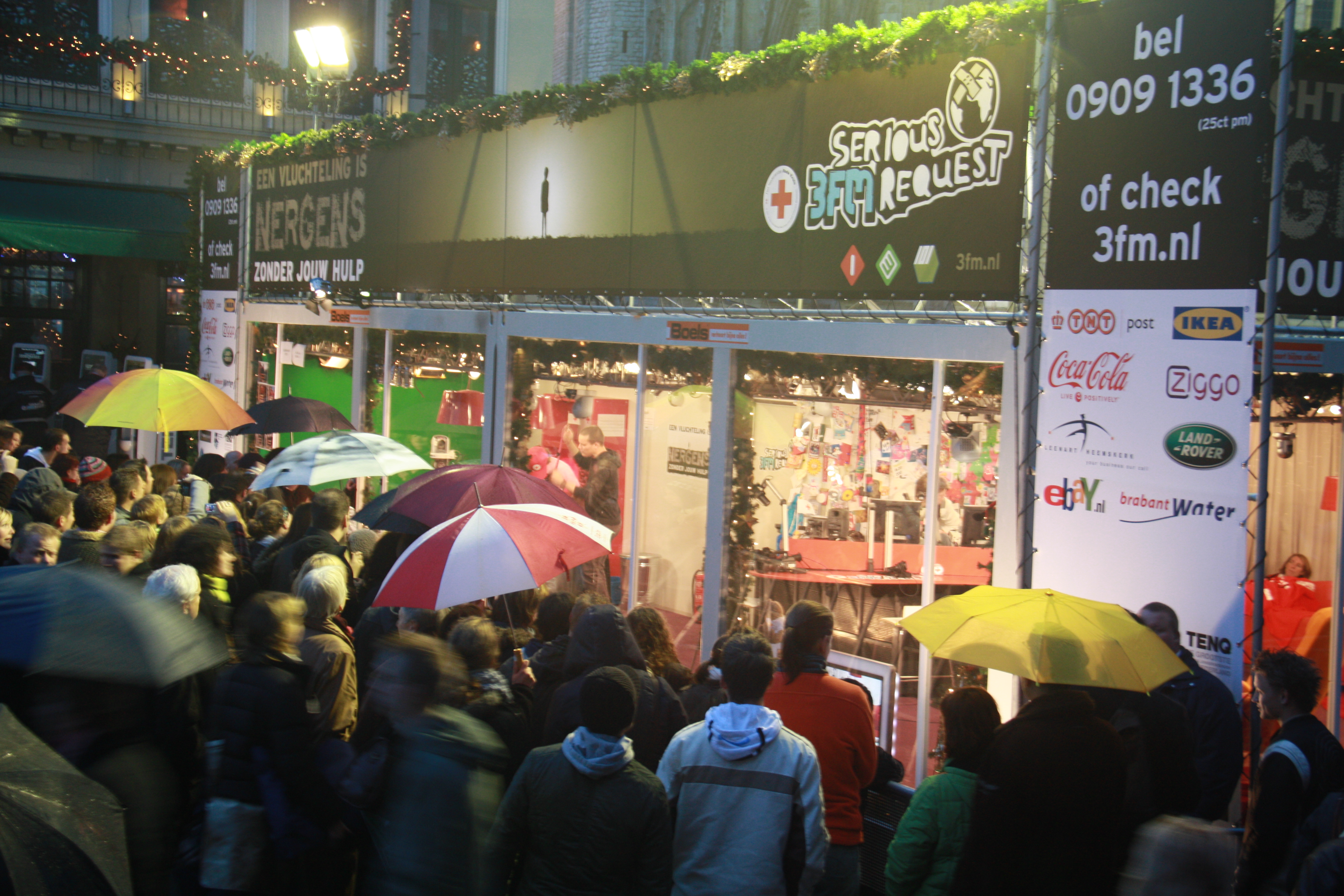
Het Glazen Huis op de Grote Markt in Breda

| Opbrengsten edities andere landen in 2007 | Opbrengsten edities andere landen in 2007                | Opbrengsten edities andere landen in 2007 | Opbrengsten edities andere landen in 2007 | Opbrengsten edities andere landen in 2007 | Opbrengsten edities andere landen in 2007 |
| Land                                      | Actie/motto                                              | Donaties                                  | Regeringsbijdrage                         | Opbrengst in €                            | Opmerkingen                               |
| ----------------------------------------- | -------------------------------------------------------- | ----------------------------------------- | ----------------------------------------- | ----------------------------------------- | ----------------------------------------- |
| Nederland                                 | 3FM Serious Request "De wereld schreeuwt om drinkwater!" | € 2.624.733                               | € 2.624.733                               | € 5.249.466                               |                                           |
| België                                    | Music For Life "De wereld schreeuwt om drinkwater!"      | € 3.353.568                               |                                           | € 3.353.568                               |                                           |
| Zwitserland                               | Couleur Terre                                            | Fr. 252.000                               |                                           | € 151.218                                 | Eerste deelname.                          |
| Totaal                                    | Totaal                                                   | Totaal                                    | Totaal                                    | € 8.754.252                               |                                           |

### 2008 – "Een vluchteling is nergens zonder jouw hulp"
In 2008 zette de actie zich in voor de vluchtelingen en stond het Glazen Huis in Breda op de Grote Markt, alwaar Coen Swijnenberg, Paul Rabbering en Giel Beelen van 19 tot en met 24 december 2008 opgesloten zaten. Het opgehaalde bedrag werd door de Nederlandse regering aangevuld met 2.500.000 euro, waardoor 5.702.621 euro het eindbedrag was.

#### Huizen in andere landen
In 2008 was er ook een huis opgebouwd in de Zweedse plaats Malmö, georganiseerd door de Sveriges Radio. Deze actie vond een week eerder plaats dan die in Nederland en België en leverde 3.016.247 Zweedse kronen op, oftewel 277.778 euro. In Vlaanderen heeft de actie, genaamd Music For Life dit jaar niet plaatsgevonden in Leuven, maar op de Zuid in Gent, en was bestemd voor Moeders op de vlucht voor oorlog en geweld. Voor dit goede doel haalden ze 3.503.246 euro op. Het Zwitserse Franstalige Couleur 3 deed dit jaar niet meer mee.
Vanaf 2008 is er ook een glazen huis in Nairobi in Kenia. Van 19 tot en met 24 december organiseert Ghetto Radio in Nairobi de Keniaanse versie van Serious Request. Het huis stond in het hart van de stad bij het Kenyatta International Convention Centre. De Keniaanse publieke omroep KBC zond dagelijks een programma uit op televisie.

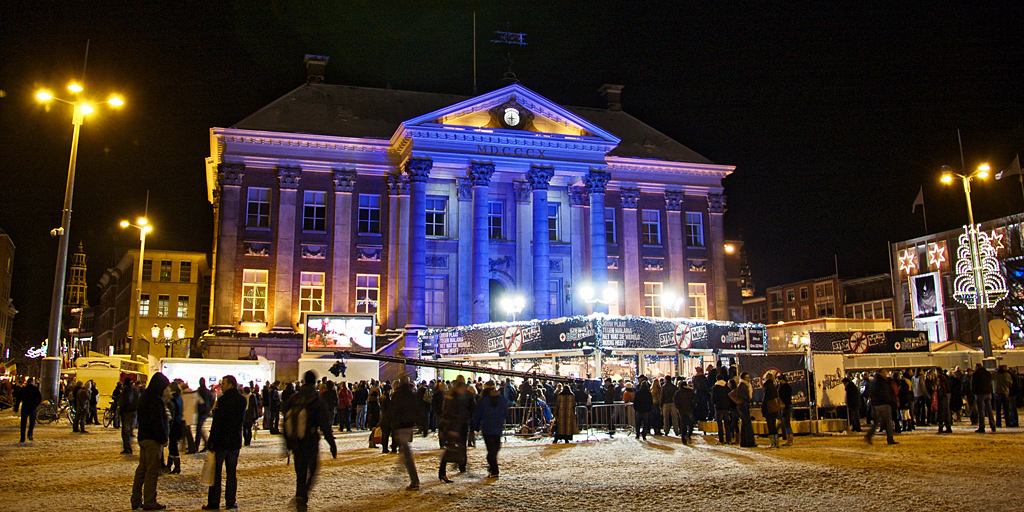
Het Glazen Huis op de Grote Markt in Groningen

| Opbrengsten edities andere landen in 2008 | Opbrengsten edities andere landen in 2008                         | Opbrengsten edities andere landen in 2008 | Opbrengsten edities andere landen in 2008 | Opbrengsten edities andere landen in 2008 | Opbrengsten edities andere landen in 2008 |
| Land                                      | Actie/motto                                                       | Donaties                                  | Regeringsbijdrage                         | Opbrengst in €                            | Opmerkingen                               |
| ----------------------------------------- | ----------------------------------------------------------------- | ----------------------------------------- | ----------------------------------------- | ----------------------------------------- | ----------------------------------------- |
| Nederland                                 | 3FM Serious Request "Een vluchteling is nergens zonder jouw hulp" | € 3.137.937                               | € 2.500.000                               | € 5.702.621                               |                                           |
| België                                    | Music For Life "Moeders op de vlucht voor oorlog en geweld"       | € 3.503.246                               |                                           | € 3.503.246                               |                                           |
| Zweden                                    | Musikhjälpen (De muzikale steun)                                  | Kr 3.016.247                              |                                           | € 277.778                                 | Werd een week eerder gehouden.            |
| Kenia                                     | Serious Request                                                   | Deed mee uit solidariteit.                | Deed mee uit solidariteit.                | Deed mee uit solidariteit.                |                                           |
| Totaal                                    | Totaal                                                            | Totaal                                    | Totaal                                    | € 9.418.961                               |                                           |

### 2009 – "Stop malaria, play the music"
In 2009 stond het Glazen Huis van 18 tot en met 24 december op de Grote Markt in Groningen en werd bemand door Gerard Ekdom, Giel Beelen en Annemieke Schollaardt. Er werd geld opgehaald voor de bestrijding van malaria. Het eindbedrag was 7.113.447 euro, waarvan drie miljoen euro door de Nederlandse regering werd gedoneerd.

#### Huizen in andere landen
Terwijl Serious Request in Groningen aan de gang was, werd ook in Gent geld voor de bestrijding van malaria ingezameld door Studio Brussel tijdens Music For Life. In Zwitserland werd hetzelfde initiatief uitgevoerd onder de naam Jeder Rappen zählt, dit jaar in Bern in plaats van Genève, nadat één jaar werd overgeslagen. Evenals het Zweedse Musikhjälpen vond deze variant van Serious Request een week eerder plaats. Voor de tweede keer werd er door Ghetto Radio een Keniaanse Serious Request georganiseerd dat tegelijkertijd werd gehouden als de Groningse Serious Request. Op 23 december werd het Glazen Huis in Nairobi getroffen door een tropische regenbui, waardoor het huis volliep met water en de uitzendingen gestaakt moesten worden.
| Opbrengsten edities andere landen in 2009 | Opbrengsten edities andere landen in 2009                       | Opbrengsten edities andere landen in 2009 | Opbrengsten edities andere landen in 2009                    | Opbrengsten edities andere landen in 2009 | Opbrengsten edities andere landen in 2009         |
| Land                                      | Actie/motto                                                     | Donaties                                  | Regeringsbijdrage                                            | Opbrengst in €                            | Opmerkingen                                       |
| ----------------------------------------- | --------------------------------------------------------------- | ----------------------------------------- | ------------------------------------------------------------ | ----------------------------------------- | ------------------------------------------------- |
| Nederland                                 | 3FM Serious Request "Stop malaria, play the music"              | € 4.113.447                               | € 3.000.000                                                  | € 7.113.447,00                            |                                                   |
| Zwitserland                               | Jeder Rappen zählt (Elke cent telt)                             | Fr. 7.019.284                             |                                                              | € 4.699.410,64                            | Werd een week eerder gehouden.                    |
| België                                    | Music For Life "Stop malaria, laat de wereld niet in de steek!" | € 2.349.595                               | € 1.000.000 (Federale regering) € 300.000 (Vlaamse regering) | € 3.955.223,00                            | Het eindbedrag op 24-12-2009 bedroeg € 3.649.595. |
| Zweden                                    | Musikhjälpen (De muzikale steun)                                | Kr 5.748.442                              |                                                              | € 552.425,28                              | Werd een week eerder gehouden.                    |
| Kenia                                     | Serious Request                                                 | Deed mee uit solidariteit.                | Deed mee uit solidariteit.                                   | Deed mee uit solidariteit.                | Werd getroffen door een tropische regenbui.       |
| Totaal                                    | Totaal                                                          | Totaal                                    | Totaal                                                       | € 16.320.505,92                           |                                                   |

### 2010 – "Aids nam hun ouders weg, geef ze hun toekomst terug"
Het Glazen Huis stond van 17 tot 24 december 2010 op de Markt in Eindhoven. Het thema was kinderen met hiv en weeskinderen van ouders die zijn overleden ten gevolge van aids. Gerard Ekdom, Giel Beelen en Coen Swijnenberg waren de dj's in het Glazen Huis. Het eindbedrag was 7.135.707 euro. De Nederlandse regering doneerde niet, in tegenstelling tot voorgaande jaren.

#### Huizen in andere landen
Terwijl 3FM Serious Request in Nederland aan de gang was, werd ook in Antwerpen in Vlaanderen geld ingezameld voor hetzelfde doel door Studio Brussel tijdens Music For Life. Ook in Zweden en Zwitserland stond een week eerder een glazen huis, zij het voor andere doelen.

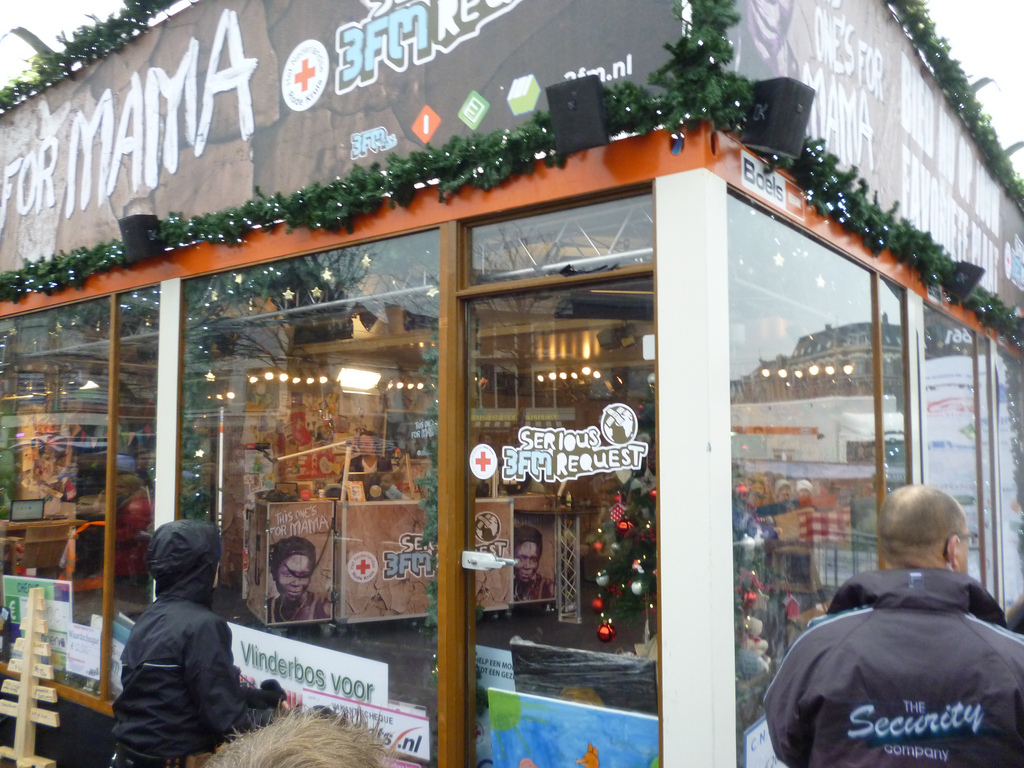
Het Glazen Huis op de Beestenmarkt in Leiden

| Opbrengsten edities andere landen in 2010 | Opbrengsten edities andere landen in 2010                                 | Opbrengsten edities andere landen in 2010 | Opbrengsten edities andere landen in 2010                    | Opbrengsten edities andere landen in 2010 | Opbrengsten edities andere landen in 2010   |
| Land                                      | Actie/motto                                                               | Donaties                                  | Regeringsbijdrage                                            | Opbrengst in €                            | Opmerkingen                                 |
| ----------------------------------------- | ------------------------------------------------------------------------- | ----------------------------------------- | ------------------------------------------------------------ | ----------------------------------------- | ------------------------------------------- |
| Nederland                                 | 3FM Serious Request "Aids nam hun ouders weg, geef ze hun toekomst terug" | € 7.471.000                               |                                                              | € 7.135.707,00                            |                                             |
| Zwitserland                               | Jeder Rappen zählt (Elke cent telt)                                       | Fr. 8.996.326                             |                                                              | € 7.062.607,41                            | Werd een week eerder gehouden.              |
| België                                    | Music For Life "Laat een weeskind niet alleen"                            | € 3.720.747                               | € 1.000.000 (Federale regering) € 300.000 (Vlaamse regering) | € 5.020.747,00                            | Opbrengst is bestemd voor hiv-weeskinderen. |
| Zweden                                    | Musikhjälpen (De muzikale steun)                                          | Kr 12.236.417                             |                                                              | € 1.360.784,41                            | Werd een week eerder gehouden.              |
| Kenia                                     | Serious Request                                                           | Deed mee uit solidariteit.                | Deed mee uit solidariteit.                                   | Deed mee uit solidariteit.                | 2141 hiv-testen uitgevoerd.                 |
| Totaal                                    | Totaal                                                                    | Totaal                                    | Totaal                                                       | € 20.915.138,82                           |                                             |

### 2011 – "This one's for mama"
Tegelijk met de bekendmaking van de plaats van Serious Request 2010 werd ook de locatie van Serious Request 2011 onthuld. De dj's Timur Perlin, Gerard Ekdom en Coen Swijnenberg en gasten waren te zien in Leiden, op de Oude Singel tussen de Beestenmarkt en de Turfmarkt/Prinsessekade.

#### Huizen in andere landen
In Vlaanderen, Zweden en Zwitserland stond ook een glazen huis, zij het voor andere doelen.

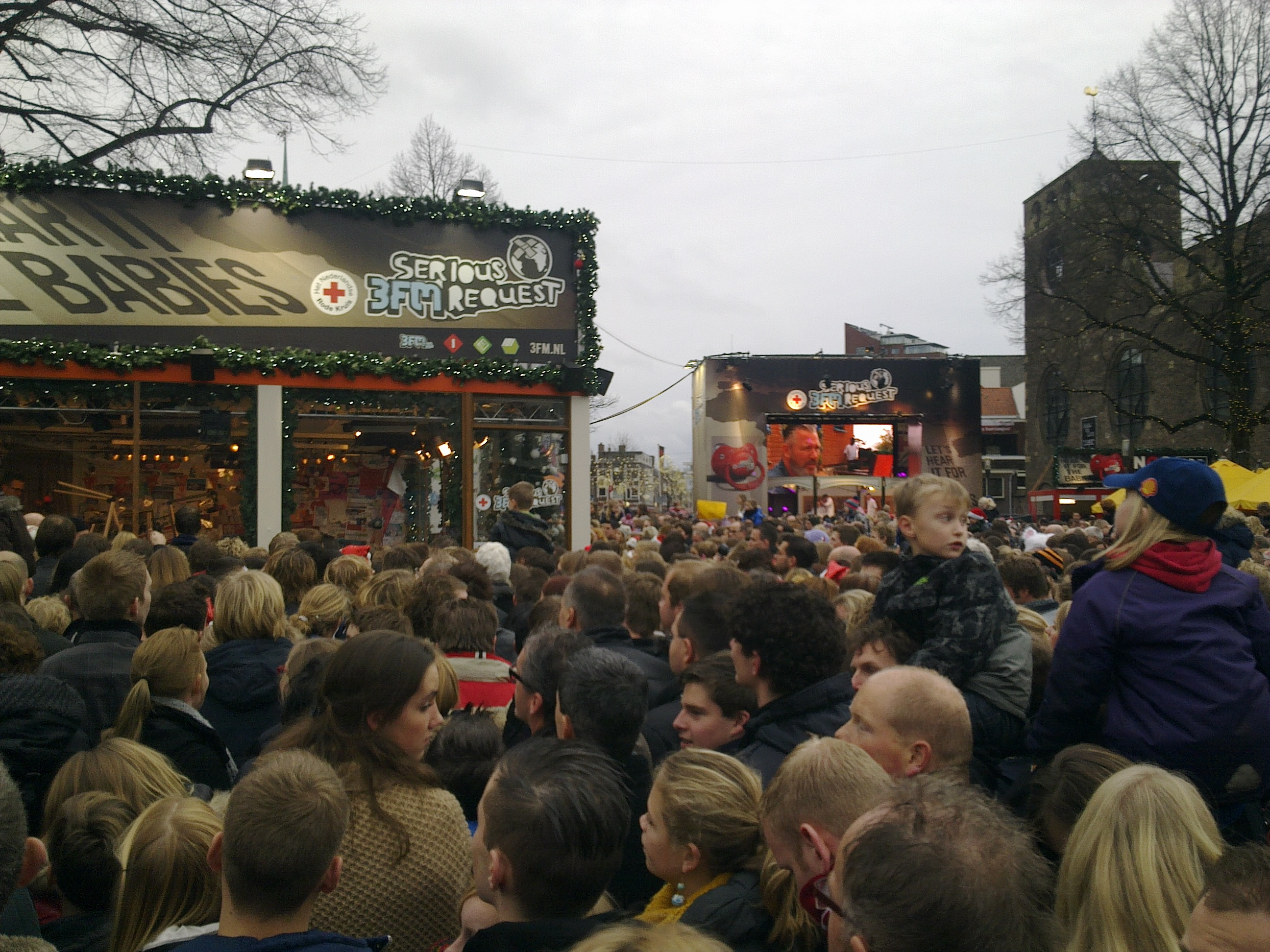
Het Glazen Huis op de Oude Markt in Enschede

| Opbrengsten edities andere landen in 2011 | Opbrengsten edities andere landen in 2011 | Opbrengsten edities andere landen in 2011 | Opbrengsten edities andere landen in 2011 | Opbrengsten edities andere landen in 2011 | Opbrengsten edities andere landen in 2011                                                 |
| Land                                      | Actie/motto                               | Donaties                                  | Regeringsbijdrage                         | Opbrengst in €                            | Opmerkingen                                                                               |
| ----------------------------------------- | ----------------------------------------- | ----------------------------------------- | ----------------------------------------- | ----------------------------------------- | ----------------------------------------------------------------------------------------- |
| Nederland                                 | 3FM Serious Request "This one's for mama" | € 8.621.004                               |                                           | € 8.621.004,00                            |                                                                                           |
| België                                    | Music For Life "We do give a shit"        | € 5.842.716                               | € 1.300.000                               | € 7.142.716,00                            | Opbrengst is bestemd om kinderen met diarree te helpen.                                   |
| Zwitserland                               | Jeder Rappen zählt (Elke cent telt)       | Fr. 6.295.846                             |                                           | € 5.157.566,71                            | Werd een week eerder gehouden.                                                            |
| Zweden                                    | Musikhjälpen (De muzikale steun)          | Kr 18.104.362                             |                                           | € 2.004.490,97                            | Werd een week eerder gehouden. Opbrengst is bestemd om meisjes naar school te laten gaan. |
| Kenia                                     | Serious Request                           | Deed mee uit solidariteit.                | Deed mee uit solidariteit.                | Deed mee uit solidariteit.                | In Kenia wordt mensen verzocht om bloed te geven in plaats van geld.                      |
| Totaal                                    | Totaal                                    | Totaal                                    | Totaal                                    | € 22.925.777,68                           |                                                                                           |

### 2012 – "Let's hear it for the babies"
Serious Request 2012 vond plaats op de Oude markt in Enschede. Van 18 tot en met 24 december vertoefden de dj's Giel Beelen, Michiel Veenstra en Gerard Ekdom in het Glazen Huis, deze editie met als doel het terugdringen van babysterfte. Het eindbedrag was € 12.251.667. Later is dit bijgesteld naar € 13.839.731. Dit bedrag werd later nooit meer geëvenaard en is tot op heden nogsteeds de recordopbrengst van Serious Request.

#### Huizen in andere landen
In Zweden, Zwitserland, Zuid-Korea en Kenia stond ook een glazen huis, zij het voor andere doelen.
In 2012 deed Studio Brussel weer mee met Music For Life, al besloten zij het dat jaar zonder glazen huis te doen. Zij deden dit voor dementie onder de titel "Een week om dementie nooit te vergeten".
| Opbrengsten edities andere landen in 2012 | Opbrengsten edities andere landen in 2012          | Opbrengsten edities andere landen in 2012 | Opbrengsten edities andere landen in 2012 | Opbrengsten edities andere landen in 2012                                                                    | Opbrengsten edities andere landen in 2012 |
| Land                                      | Actie/motto                                        | Donaties                                  | Opbrengst in €                            | Opmerkingen                                                                                                  |                                           |
| ----------------------------------------- | -------------------------------------------------- | ----------------------------------------- | ----------------------------------------- | --- | ----------------------------------------- |
| Nederland                                 | 3FM Serious Request "Let's hear it for the babies" | € 12.251.667                              | € 12.251.667                              | Opbrengst is bestemd om babysterfte te verminderen.                                                          |                                           |
| Zweden                                    | Musikhjälpen (De muzikale steun)                   | Kr 23.301.823                             | € 2.649.999,82                            | Werd een week eerder gehouden. Opbrengst is bestemd om kinderen in sloppenwijken schoon drinkwater te geven. |                                           |
| Zwitserland                               | Jeder Rappen zählt (Elke cent telt)                | Fr. 6.712.839                             | € 5.557.519,13                            | Opbrengst is bestemd om iedereen toegang te geven tot schoon drinkwater.                                     |                                           |
| Kenia                                     | Serious Request "Vote for peace, vote for Kenia"   | Deed mee uit solidariteit.                | Deed mee uit solidariteit.                | |                                           |
| Zuid-Korea                                | Serious Request                                    | ₩ 411.634.460                             | € 291.071,26                              | Opbrengst is bestemd om babysterfte te verminderen.                                                          |                                           |
| Totaal                                    | Totaal                                             | Totaal                                    | € 20.750.257,21                           | |                                           |

### 2013 – "Let's clean this shit up"
Op 27 april 2012 werd door 3FM-dj's Timur Perlin en Paul Rabbering bekendgemaakt dat Serious Request 2013 zal plaatsvinden op het Wilhelminaplein in Leeuwarden. Deze editie zal als doel hebben om de stille ramp diarree te verminderen, zo werd op 11 juni 2013 bekendgemaakt. Van 18 tot en met 24 december vertoeven de dj's Giel Beelen, Paul Rabbering en Coen Swijnenberg in het Glazen Huis. Het Glazen Huis werd in 2013 gesloten door turner Epke Zonderland. Het eindbedrag was € 12.302.747 waardoor het dus niet de  € 13.839.731 van het jaar ervoor overtrof. Wel was de opbrengst in de actieperiode de hoogste ooit, omdat in 2012 nog €1.588.064 werd opgehaald na de actieweek. Het meest aangevraagde lied was DVBBS & Borgeous - TSUNAMI.

#### Huizen in andere landen
In Wallonië, Zweden, Zwitserland en Kenia komt ook een glazen huis, zij het voor andere doelen.
In Vlaanderen doet Studio Brussel ook dit jaar mee met Music For Life, maar zij doen dit niet met een glazen huis maar door een hele week buiten te leven. Luisteraars kunnen kiezen uit meer dan 700 goede doelen/organisaties in Vlaanderen. Music For Life zendt onder de noemer "De Warmste Week" uit.
Ook doet voor het eerst Wallonië mee, op de zender VivaCité onder de noemer Viva For Life. Hun goede doel is kansarme kinderen tot 3 jaar in Wallonië en Brussel.

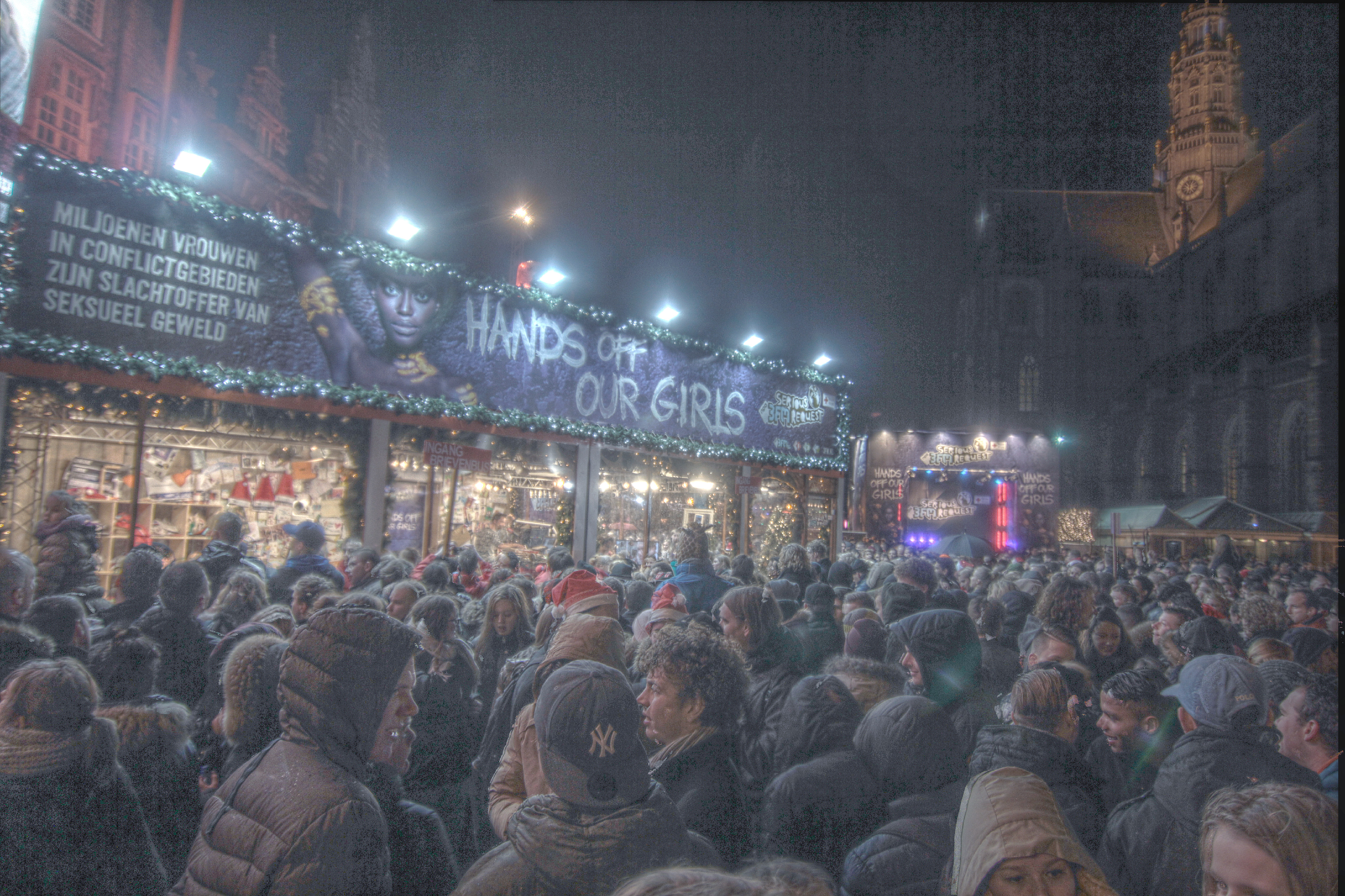
Het Glazen Huis op de Grote Markt in Haarlem

| Opbrengsten edities andere landen in 2013 | Opbrengsten edities andere landen in 2013      | Opbrengsten edities andere landen in 2013 | Opbrengsten edities andere landen in 2013 | Opbrengsten edities andere landen in 2013 | Opbrengsten edities andere landen in 2013 |
| Land                                      | Actie/motto                                    | Donaties                                  | Opbrengst in €                            | Opmerkingen |                                           |
| ----------------------------------------- | ---------------------------------------------- | ----------------------------------------- | ----------------------------------------- | --- | ----------------------------------------- |
| Nederland                                 | 3FM Serious Request "Let's clean this shit up" | € 12.302.747                              | € 12.302.747                              | Opbrengst is bestemd om diarree tegen te gaan. |                                           |
| België                                    | Viva For Life                                  | € 1.267.351                               | € 1.267.351                               | Opbrengst is bestemd voor kansarme kinderen tot 3 jaar. |                                           |
| Zweden                                    | Musikhjälpen (De muzikale steun)               | Kr 28.426.046                             | € 3.147.815                               | Werd een week eerder gehouden. Opbrengst is bestemd om sterfte door zwangerschap tegen te gaan. |                                           |
| Zwitserland                               | Jeder Rappen zählt (Elke cent telt)            | Fr. 3.229.768                             | € 2.635.970                               | Ten bate van kinderen in sloppenwijken. Voorlopige stand bij einde uitzending was Fr. 1.624.167. |                                           |
| Zuid-Korea                                | Serious Request                                | ₩ 1,449,041,255                           | € 999.838                                 | |                                           |
| Kenia                                     | Serious Request                                | Doet mee uit solidariteit                 | Doet mee uit solidariteit                 | Inzamelen van 12000 pakjes maandverband, zodat in 2014 in totaal 1000 meisjes zonder onderbreking naar school kunnen. Ook wordt er voorlichting gegeven over de problematiek van meisjes en jonge vrouwen. |                                           |
| Totaal                                    | Totaal                                         | Totaal                                    | € 20.353.721                              | |                                           |

### 2014 – "Hands off our girls"
Serious Request 2014 vond plaats op de Grote Markt in Haarlem. Het doel van deze editie was het helpen van meisjes en vrouwen die slachtoffer zijn geworden van seksueel geweld in conflictgebieden. De drie dj's in het Glazen Huis waren Gerard Ekdom, Coen Swijnenberg en Domien Verschuuren. Voor Ekdom was het de achtste keer dat hij het huis in ging, voor Coen Swijnenberg was het de vijfde keer. Domien Verschuuren was er voor het eerst. De opbrengst aan donaties in 2014 was 12.380.438 euro.

#### Huizen in andere landen
In 2014 stonden er ook glazen huizen in Wallonië, Zweden, Zwitserland, Zuid-Korea, Oostenrijk, Letland en Portugal. In de drie laatstgenoemde landen was dit voor het eerst. Het doel van de acties verschilt per land, en is niet overal hetzelfde als het doel in Nederland. In Vlaanderen stond wederom geen glazen huis, maar werd wel weer de actie Music For Life gehouden. Zij doen dit door een hele week buiten te leven. Luisteraars kunnen kiezen uit meer dan 800 goede doelen/organisaties in Vlaanderen.
| Opbrengsten edities andere landen in 2014                             | Opbrengsten edities andere landen in 2014                                           | Opbrengsten edities andere landen in 2014                             | Opbrengsten edities andere landen in 2014 | Opbrengsten edities andere landen in 2014                                                                  | Opbrengsten edities andere landen in 2014 |
| Land                                                                  | Actie/motto                                                                         | Donaties                                                              | Opbrengst in €                            | Opmerkingen                                                                                                |                                           |
| --------------------------------------------------------------------- | ----------------------------------------------------------------------------------- | --------------------------------------------------------------------- | ----------------------------------------- | --- | ----------------------------------------- |
| Nederland                                                             | 3FM Serious Request "Hands off our girls"                                           | € 12.380.438                                                          | € 12.380.438,00                           | Opbrengst is bestemd voor slachtoffers van seksueel geweld in oorlogsgebieden.                             |                                           |
| België                                                                | Viva For Life                                                                       | € 2.103.404                                                           | € 2.103.404,00                            | Opbrengst is bestemd voor baby's die leven onder de armoedegrens.                                          |                                           |
| Zweden                                                                | Musikhjälpen (De muzikale steun)                                                    | Kr 30.489.975                                                         | € 3.207.902,46                            | Werd van 8 tot en met 14 december gehouden. Opbrengst is bestemd om de verspreiding van HIV tegen te gaan. |                                           |
| Zwitserland                                                           | Jeder Rappen zählt (Elke cent telt)                                                 | Fr. 6.127.335                                                         | € 5.095.953,58                            | Opbrengst is bestemd voor mensen die met hun familie op de vlucht zijn.                                    |                                           |
| Zuid-Korea                                                            | Serious Request                                                                     | ₩                                                                     |                                           | |                                           |
| Oostenrijk                                                            | Ö3 Weihnachtswunder: Wo jeder Wunsch hilft! (Ö3 Kerstwonder: Waar elke wens helpt!) | € 617.582                                                             | € 617.582,00                              | Werd van 19 tot en met 24 december gehouden. Opbrengst is bestemd voor families in nood in Oostenrijk.     |                                           |
| Portugal                                                              | Toca a Todos (Het raakt iedereen)                                                   | € 410.000                                                             | € 410.000,00                              | Werd van 3 tot en met 6 december gehouden. Opbrengst is bestemd voor de bestrijding van kinderarmoede.     |                                           |
| Letland                                                               | Dod Pieci! (Geef vijf!)                                                             | € 64.460                                                              | € 64.460,00                               | Werd van 17 tot en met 23 december gehouden.                                                               |                                           |
| Totaal (tussenstand; nog niet alle eindstanden zijn bekend/meegeteld) | Totaal (tussenstand; nog niet alle eindstanden zijn bekend/meegeteld)               | Totaal (tussenstand; nog niet alle eindstanden zijn bekend/meegeteld) | € 23.879.740,04                           | |                                           |

### 2015 – "Keep them going"
NPO 3FM had voor Serious Request 2015 de plaats Heerlen geselecteerd. Dit jaar zetten de dj's zich in voor de toekomst van kinderen en jongeren in oorlogsgebieden. NPO 3FM en het Rode Kruis vroegen aandacht voor jongeren die moeten overleven onder extreme omstandigheden in Syrië, Zuid-Soedan, Jemen en de Centraal-Afrikaanse Republiek. De bewoners van het Glazen Huis waren dit jaar Giel Beelen, Paul Rabbering en Domien Verschuuren. Beelen bewoonde voor de negende keer het Glazen Huis, Rabbering voor de derde keer en Verschuuren voor de tweede keer. Nieuw was dat er iedere 24 uur een vierde dj in het huis plaatsnam, namelijk Roosmarijn Reijmer, Michiel Veenstra, Frank van der Lende, Eva Koreman en Wijnand Speelman.
Ten opzichte van eerdere jaren waren er dit jaar enkele veranderingen doorgevoerd. Zo waren er geen slaapgasten meer, geen sapjesalarm en geen veiling-tv. In plaats van de slaapgasten ging er elke dag 24 uur een extra 3FM-dj het Glazen Huis in. Veiling-tv werd dit jaar vervangen door de "Niet-in-de-winkel-te-koop-winkel", dit was een popup-store waarbij bezoekers veilingstukken konden bezichtigen.
De definitieve opbrengst aan donaties in 2015 werd vastgesteld op € 8.671.288. Dit was minder dan in voorgaande jaren.

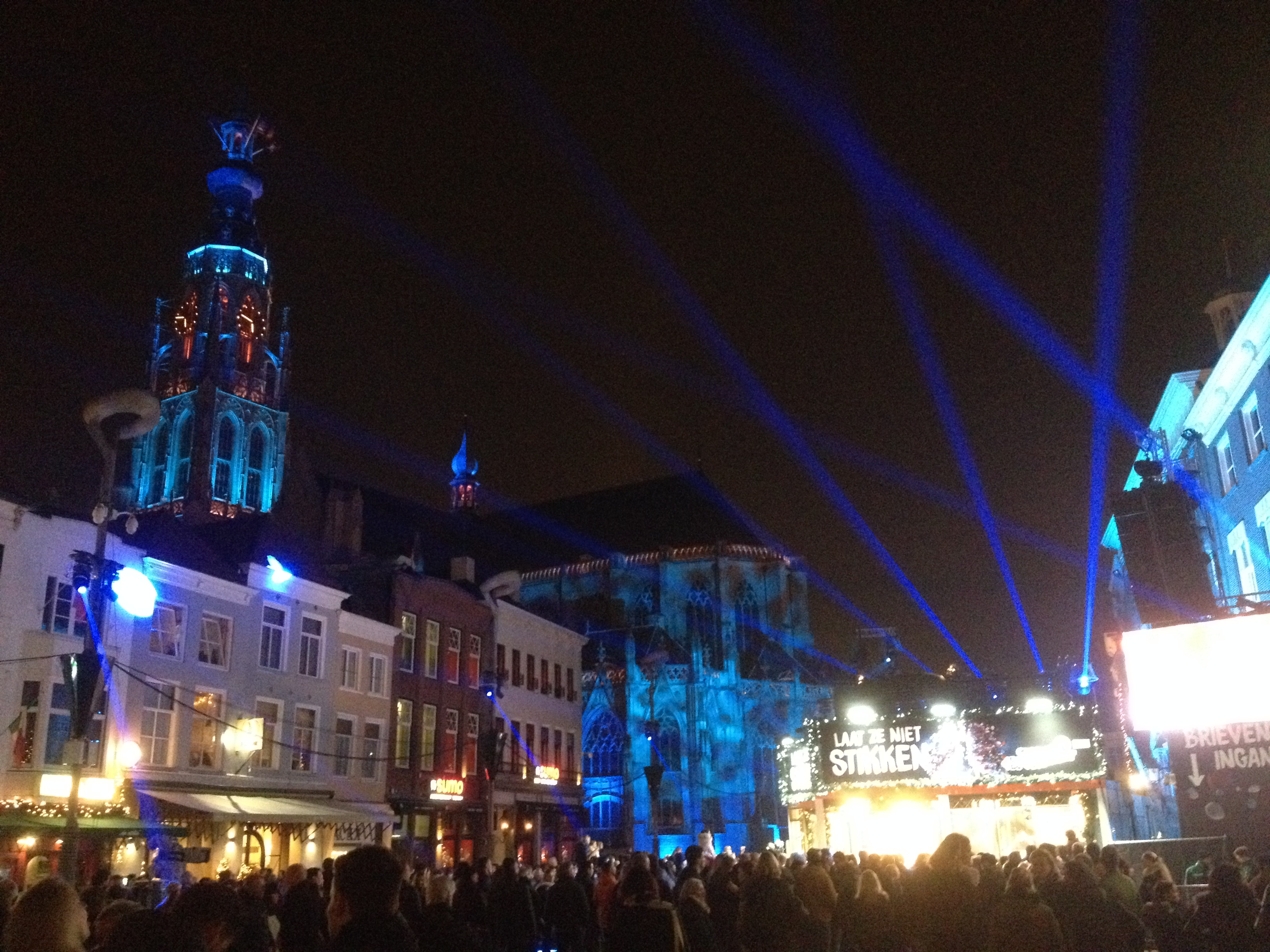
Serious Request op de Grote Markt in Breda 2016

### 2016 – "Laat ze niet stikken"
Breda ontving de week voor kerst het Glazen Huis voor de tweede keer: in 2008 stond het er ook. De opbrengst werd dit jaar gebruikt om de hoge sterfte door longontsteking terug te dringen.
Voor het eerst gingen niet drie, maar twee dj's het huis in: Domien Verschuuren en Frank van der Lende. Net als voorgaande jaren werden de dj's 's nachts bijgestaan door verschillende nachtgasten. Deze editie van Serious Request werd vooral gekenmerkt door de nagellakactie van de zesjarige, terminaal zieke Tijn, waarmee hij ruim 2,5 miljoen euro ophaalde. De voorlopige opbrengst was aan het eind van de actieweek € 8.744.131.

### 2017 – "Breng ze weer samen"
In 2017 werd 3FM Serious Request in Apeldoorn gehouden.
De dj's in het Glazen Huis waren Domien Verschuuren, Sander Hoogendoorn en Angelique Houtveen.
De eindstand die op kerstavond gegeven werd was € 5.026.144.

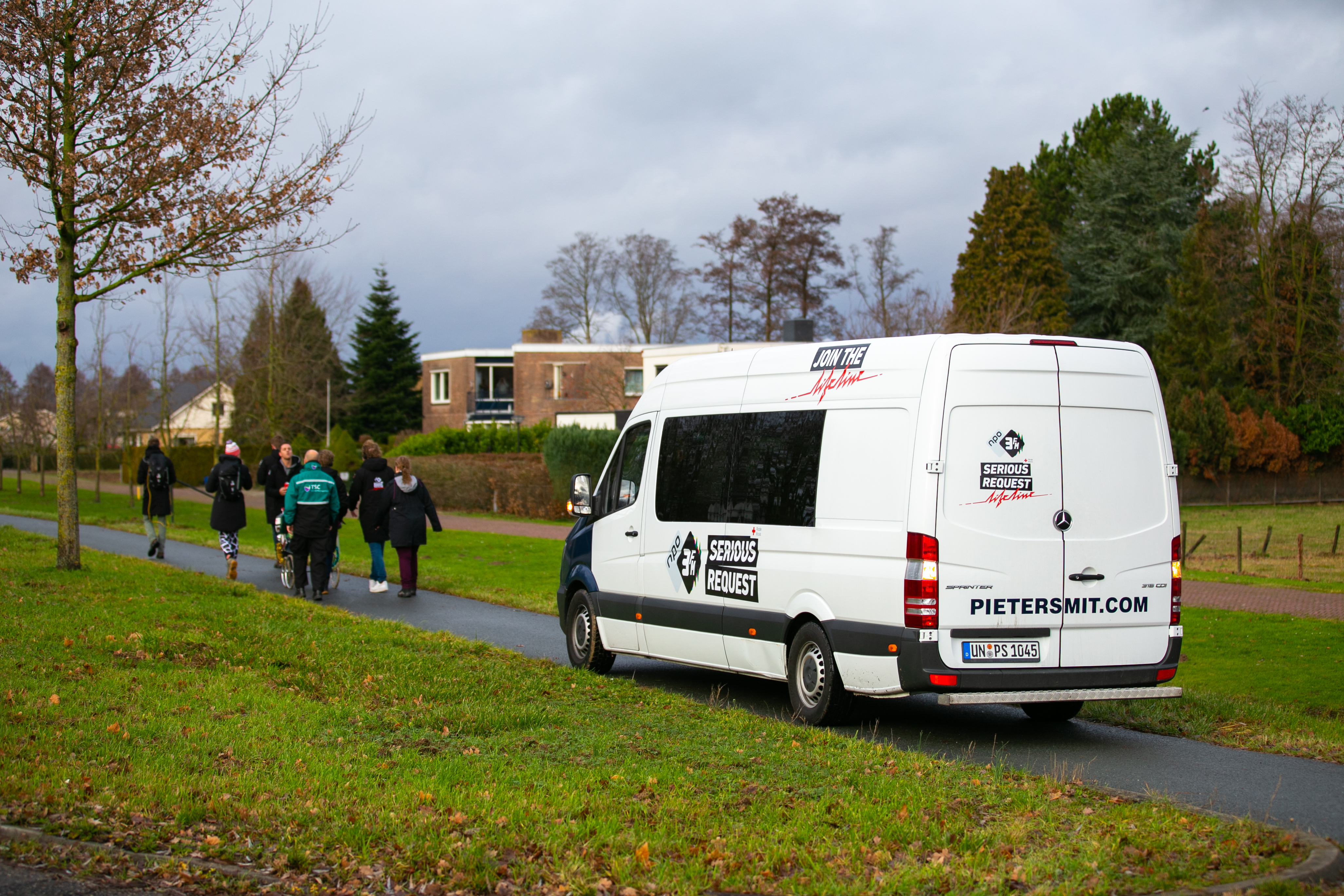
Achter de schermen bij een van de lopende dj-teams tijdens de editie van 2018, met links de radiomakers plus een cameraploeg en rechts een productiebus

### 2018 – "Red levens: join The Lifeline"
In 2018 ging het format 3FM Serious Request drastisch op de schop. In plaats van dat er drie dj's in een Glazen Huis verblijven, wandelen er drie dj-teams dag en nacht door Nederland van actie naar actie. Tevens wordt er niet één goed doel gesponsord, maar drie, waaronder ook een Nederlands doel. Dit binnenlandse doel is reanimatiecursussen, de twee buitenlandse doelen zijn bescherming tegen natuurgeweld en noodhulp bij conflicten.

### 2019 – "Change their stories"
In 2019 vond Serious Request plaats van 18 tot en met 24 december. Er werd geld ingezameld voor slachtoffers van mensenhandel. De opbrengst zou gebruikt worden om voorlichting te geven en slachtoffers psychologische steun te bieden.
Deze editie was de tweede keer dat het evenement in een nieuwe stijl georganiseerd werd. Er waren wel verschillen met de editie van 2018. Zo was er in plaats van drie routes richting Utrecht één wandelroute tussen Goes en Groningen. De opbrengst ging naar één doel in plaats van naar drie.

### 2020
In 2020 waren er voor de eerste keer twee edities van Serious Request in hetzelfde jaar. In april vond er namelijk een extra ingelaste editie plaats vanwege de coronacrisis.

#### Editie in maart:Never Walk Alone
Eind maart 2020 kondigde 3FM aan om van 13 t/m 18 april 2020 een extra editie van Serious Request te organiseren in verband met de coronacrisis. Deze ingelaste editie werd minder groots opgezet dan gebruikelijk is voor Serious Request: de dj's maakten radio vanuit de 3FM studio in de Peperbus op het Media Park in Hilversum, omdat ze door het samenscholingsverbod niet door het land konden lopen of in een Glazen Huis konden zitten. Luisteraars konden in ruil voor een donatie muzieknummers aanvragen. Ook was er merchandise te koop. Het opgebrachte geld werd gedoneerd aan het Rode Kruis, die dit onder andere voor het inzamelen van beschermingsmiddelen voor hulpverleners ging gebruiken. Het motto van deze editie was Never Walk Alone, wat afkomstig is uit de titel van het nummer You'll Never Walk Alone, een covernummer van Gerry & the Pacemakers. De presentatie was in handen van Sander Hoogendoorn (ochtend), Timur Perlin en Jorien Renkema (middag), Frank van der Lende en Eva Koreman (avond) en diverse dj's (nacht).

#### Editie in december:Help de helpers
In december 2020 vond Serious Request plaats vanuit een loods op Twente Airport waar dj's een week lang in werden opgesloten. Vanwege de coronacrisis kon de geplande wandeltocht, die ook in 2018 en 2019 georganiseerd werd, niet doorgaan. Nederland moest tenslotte rond Kerstmis worden stilgelegd. Het was de laatste keer dat Serious Request in samenwerking met het Rode Kruis georganiseerd werd. Het eindbedrag was dit jaar € 1.601.953.

### 2021 – "Let it grow"
In 2021 werd Serious Request in Amersfoort gehouden. Het Glazen Huis keerde tijdens deze editie na 4 jaar terug. Er werd geld opgehaald voor bescherming en herstel van regenwouden in Zuid-Amerika. Het is de eerste keer dat Serious Request in samenwerking met het Wereld Natuur Fonds is, nadat in 2020 gestopt werd met de jarenlange samenwerking met het Rode Kruis. Ook deze editie moest worden aangepast vanwege de coronapandemie die een jaar eerder uitbrak en Nederland net als dat jaar rond Kerstmis stillegde. Zo mocht er (na de eerste dag) geen publiek zijn bij het Glazen Huis en activiteiten zoals een kerstmarkt moesten worden afgelast. Optredens van artiesten gingen echter wel door.

### 2022 – "Breng licht in het leven van een vergeten kind"
In 2022 werd Serious Request wederom in Amersfoort gehouden; het jaar ervoor kon er vanwege de aangescherpte coronamaatregelen geen publiek aanwezig zijn vanaf de tweede dag. Wederom koos 3FM voor Het Glazen Huis, dit jaar met drie dj's (Rob Janssen, Barend van Deelen en Sophie Hijlkema). Er werd geld opgehaald voor de stichting Het Vergeten Kind. Deze stichting zet zich in voor kwetsbare kinderen en jongeren die in een onveilige of instabiele (thuis)situatie leven. Ook deze editie moest worden aangepast, ditmaal omdat in het Glazen Huis een aantal dj's positief testten op corona. Hierdoor moest het Glazen Huis in quarantaine en mochten gasten niet meer in het huis optreden. Als alternatief werd daarom een podium gebouwd naast het Glazen Huis waar alle artiesten die in het Glazen Huis zouden komen, konden optreden. Ook waren er de laatste vier dagen geen slaapgasten in het huis. Verder moesten de dj's op de laatste dag zichzelf bevrijden door de deur van het Glazen Huis open te maken en werd de eindstand van deze editie op het dak van het Glazen Huis bekendgemaakt in plaats van op het podium bij het publiek. Desondanks was publiek wel weer welkom bij het Glazen Huis. De opbrengst dit jaar bedroeg € 2,3 miljoen.

### 2023 – "Wat ALS je nog één plaat kan aanvragen?"
In 2023 werd Serious Request in Nijmegen gehouden. Er wordt geld opgehaald voor de stichting ALS Nederland. Deze stichting brengt mensen en partijen samen om zoveel mogelijk geld op te halen voor wetenschappelijk onderzoek naar de oorzaken en oplossing van ALS, PSMA en PLS.
De bewoners van het Glazen Huis zijn dit jaar Wijnand Speelman, Sophie Hijlkema en Barend van Deelen. De opbrengst was 7,5 miljoen euro. Na een maand werd dit bedrag aangepast naar 7,8 miljoen euro.

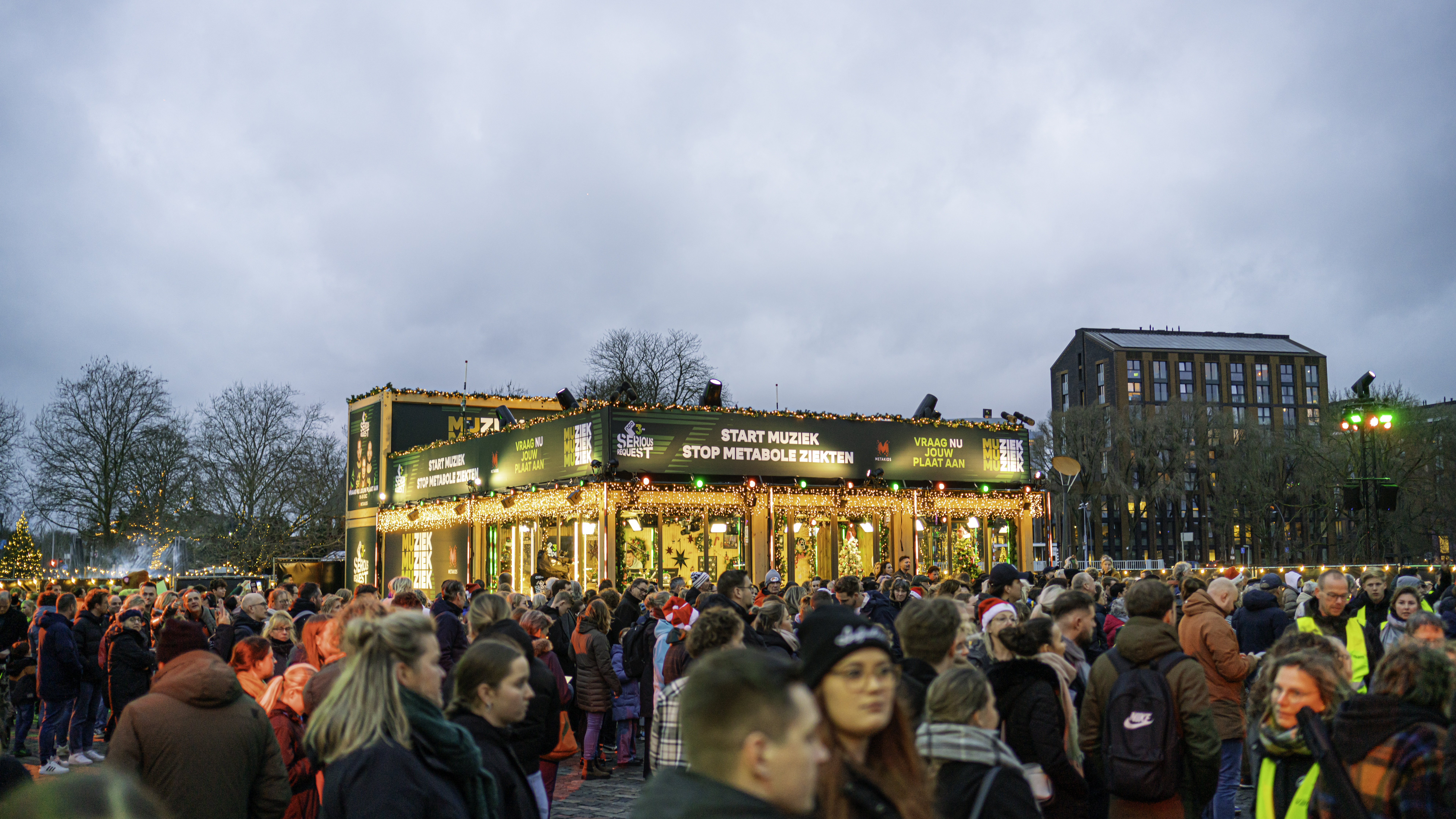
3FM Serious Request voor Metakids, 2024

### 2024 – "Start Muziek, Stop Metabole Ziekten"
In 2024 wordt Serious Request in Zwolle gehouden. Er gaat geld opgehaald worden voor Stichting Metakids rond metabole ziekten. De bewoners zijn dezelfden als een jaar eerder, namelijk: Wijnand Speelman, Sophie Hijlkema en Barend van Deelen. De opbrengst bedroeg 11,5 miljoen euro. Op 6 februari 2025 werd de definitieve eindstand van 12.563.709 euro bekendgemaakt. 
Dit jaar was er voor het eerst in de geschiedenis geen eindfeest. Omdat het op de laatste dagen van de actie op het plein te druk werd tijdens de optredens en er hierdoor mensen door de hekken drongen werd dit feest geschrapt. Ook werd de eindstand niet op het podium bekendgemaakt. Als alternatief werd de eindstand voor het publiek getoond op schermen rond het podium nadat de dj's waren bevrijd uit het Glazen Huis. Zij drukten hiervoor op een knop.

## Statistieken

### Overzicht
| Jaar            | Motto en doel                                                                                      | Dj's | Plaats                  | Eindstand    | Opbrengst    |
| --------------- | -------------------------------------------------------------------------------------------------- | --- | ----------------------- | ------------ | ------------ |
| 2004            | "Jouw druppel op een gloeiende plaat" (Vluchtelingen in Darfur, Soedan)                            | Giel Beelen · Wouter van der Goes · Claudia de Breij                                                         | Utrecht                 | € 915.955    | € 915.955    |
| 2005            | "Red een kind in Congo" (Kindsoldaten in Congo)                                                    | Giel Beelen · Wouter van der Goes · Gerard Ekdom                                                             | Utrecht                 | € 2.203.549  | € 2.249.245  |
| 2006            | "30 miljoen landmijnen, daar kun je niet omheen" (Slachtoffers van landmijnen)                     | Giel Beelen · Gerard Ekdom · Sander Lantinga                                                                 | Utrecht                 | € 2.648.495  | € 2.648.495  |
| 2007            | "De wereld schreeuwt om drinkwater!" (Betere drinkwatervoorzieningen)                              | Gerard Ekdom · Michiel Veenstra · Rob Stenders                                                               | Den Haag                | € 5.249.466  | € 5.249.466  |
| 2008            | "Een vluchteling is nergens zonder jouw hulp" (Hulp aan vluchtelingen)                             | Giel Beelen · Coen Swijnenberg · Paul Rabbering                                                              | Breda                   | € 5.637.937  | € 5.702.621  |
| 2009            | "Stop malaria, play the music" (Terugdringen van malaria)                                          | Gerard Ekdom · Giel Beelen · Annemieke Schollaardt                                                           | Groningen               | € 7.113.447  | € 7.113.447  |
| 2010            | "Aids nam hun ouders weg, geef ze hun toekomst terug" (Aidswezen: de stille slachtoffers van aids) | Gerard Ekdom · Giel Beelen · Coen Swijnenberg                                                                | Eindhoven               | € 7.135.707  | € 7.471.000  |
| 2011            | "This one's for mama" (Moeders in oorlogsgebieden)                                                 | Gerard Ekdom · Timur Perlin · Coen Swijnenberg                                                               | Leiden                  | € 8.621.004  | € 8.621.004  |
| 2012            | "Let's hear it for the babies" (Terugdringen van babysterfte)                                      | Gerard Ekdom · Giel Beelen · Michiel Veenstra                                                                | Enschede                | € 12.251.667 | € 13.839.731 |
| 2013            | "Let's clean this shit up" (Kindersterfte door diarree)                                            | Paul Rabbering · Giel Beelen · Coen Swijnenberg                                                              | Leeuwarden              | € 12.302.747 | € 12.302.747 |
| 2014            | "Hands off our girls" (Slachtoffers van seksueel geweld in conflictgebieden)                       | Gerard Ekdom · Domien Verschuuren · Coen Swijnenberg                                                         | Haarlem                 | € 12.380.438 | € 12.380.438 |
| 2015            | "Keep them going" (Kinderen en jongeren in oorlogsgebieden)                                        | Giel Beelen · Domien Verschuuren · Paul Rabbering                                                            | Heerlen                 | € 7.562.985  | € 8.671.288  |
| 2016            | "Laat ze niet stikken" (Terugdringen van sterfte door longontsteking)                              | Domien Verschuuren · Frank van der Lende                                                                     | Breda                   | € 8.744.131  | € 9.257.000  |
| 2017            | "Breng ze weer samen" (Verscheurde families herenigen)                                             | Domien Verschuuren · Angelique Houtveen · Sander Hoogendoorn                                                 | Apeldoorn               | € 5.026.144  | € 5.341.385  |
| 2018            | "Red levens: join The Lifeline" (Drie doelen rond het redden van levens)                           | Sander Hoogendoorn · Eva Koreman · Jorien Renkema · Rob Janssen · Mark van der Molen · Rámon Verkoeijen      | Utrecht (rondreizend)   | € 1.308.889  | € 1.450.158  |
| 2019            | "Change their stories" (Hulp aan slachtoffers van mensenhandel)                                    | Sander Hoogendoorn · Herman Hofman · Frank van der Lende · Eva Koreman · Mark van der Molen · Jorien Renkema | Groningen (rondreizend) | € 1.418.513  | € 1.418.513  |
| 2020 (april)    | "Never Walk Alone" (Steun aan hulpverleners in de coronacrisis)                                    | Sander Hoogendoorn · Timur Perlin · Jorien Renkema · Frank van der Lende · Eva Koreman                       | Hilversum               | € 307.392    | € 307.392    |
| 2020 (december) | "Help de helpers" (Steun aan hulpverleners in de coronacrisis)                                     | Frank van der Lende · Eva Koreman · Sander Hoogendoorn · Sophie Hijlkema · Rob Janssen · Wijnand Speelman    | Twente Airport          | € 1.601.923  | € 1.601.923  |
| 2021            | "Let it grow" (WWF)                                                                                | Rob Janssen · Frank van der Lende · Sander Hoogendoorn · Jorien Renkema                                      | Amersfoort              | € 2.000.183  | € 2.000.183  |
| 2022            | "Breng licht in het leven van een vergeten kind" (Het Vergeten Kind)                               | Rob Janssen · Barend van Deelen · Sophie Hijlkema                                                            | Amersfoort              | € 2.345.107  | € 2.345.107  |
| 2023            | Wat ALS je nog één plaat kan aanvragen? (Stichting ALS Nederland)                                  | Wijnand Speelman · Sophie Hijlkema · Barend van Deelen                                                       | Nijmegen                | € 7.502.981  |              |
| 2024            | Start Muziek, Stop Metabole Ziekten (Stichting Metakids)                                           | Wijnand Speelman · Sophie Hijlkema · Barend van Deelen                                                       | Zwolle                  | € 11.513.485 | € 12.563.709 |

### Totale opbrengst per jaar
Vanwege een beveiligingsprobleem met de MediaWiki Graph-software is het momenteel niet mogelijk deze grafiek weer te geven. Zodra de software is bijgewerkt zal de grafiek vanzelf weer zichtbaar worden.

### Deelgenomen dj's
Het totaal aantal dj's dat tussen 2004 en 2020 een prominente rol had tijdens een of meerdere edities is 23. In totaal hebben 15 verschillende dj's tussen 2004 en 2017 in het glazen huis gezeten. Giel Beelen zat met 9 keer het vaakst in het glazen huis.
Giel Beelen had voor zichzelf de regel gesteld dat hij na drie achtereenvolgende jaren in het Glazen Huis een jaar over zou slaan. Ook Gerard Ekdom sloeg na zijn eerste drie jaar een jaar over, maar ging in 2012 alsnog voor het vierde achtereenvolgende jaar het Glazen Huis in. In 2014 stapte Beelen ook van de regel af, toen hij na twee jaar al bekendmaakte een jaar over te slaan. Dit deed hij omdat de editie van 2014 plaatsvond in zijn woonplaats Haarlem. Hij wilde daarom echt de sfeer van deze stad proeven en dat kon hij niet als hij in het Glazen Huis zou zitten. Hij wilde hiervoor op andere manieren geld ophalen voor de actie. 
In 2023 en 2024 zaten voor het eerst in de geschiedenis twee jaar achter elkaar dezelfde dj's in het Glazen Huis. Beide jaren zaten Sophie Hijlkema, Wijnand Speelman en Barend van Deelen in het huis.
|                       | Glazen huis | Glazen huis | Glazen huis | Glazen huis | Glazen huis | Glazen huis | Glazen huis | Glazen huis | Glazen huis | Glazen huis | Glazen huis | Glazen huis | Glazen huis | Glazen huis | The Lifeline | The Lifeline | The Lifeline | Glazen huis | Glazen huis | Glazen huis | Glazen huis |        |
| Naam dj               | '04         | '05         | '06         | '07         | '08         | '09         | '10         | '11         | '12         | '13         | '14         | '15         | '16         | '17         | '18          | '19          | '20          | '21         | '22         | '23         | '24         | Totaal |
| --------------------- | ----------- | ----------- | ----------- | ----------- | ----------- | ----------- | ----------- | ----------- | ----------- | ----------- | ----------- | ----------- | ----------- | ----------- | ------------ | ------------ | ------------ | ----------- | ----------- | ----------- | ----------- | ------ |
| Giel Beelen           | Vinkje      | Vinkje      | Vinkje      |             | Vinkje      | Vinkje      | Vinkje      |             | Vinkje      | Vinkje      |             | Vinkje      |             |             |              |              |              |             |             |             |             | 9      |
| Wouter van der Goes   | Vinkje      | Vinkje      |             |             |             |             |             |             |             |             |             |             |             |             |              |              |              |             |             |             |             | 2      |
| Claudia de Breij      | Vinkje      |             |             |             |             |             |             |             |             |             |             |             |             |             |              |              |              |             |             |             |             | 1      |
| Gerard Ekdom          |             | Vinkje      | Vinkje      | Vinkje      |             | Vinkje      | Vinkje      | Vinkje      | Vinkje      |             | Vinkje      |             |             |             |              |              |              |             |             |             |             | 8      |
| Sander Lantinga       |             |             | Vinkje      |             |             |             |             |             |             |             |             |             |             |             |              |              |              |             |             |             |             | 1      |
| Michiel Veenstra      |             |             |             | Vinkje      |             |             |             |             | Vinkje      |             |             |             |             |             |              |              |              |             |             |             |             | 2      |
| Rob Stenders          |             |             |             | Vinkje      |             |             |             |             |             |             |             |             |             |             |              |              |              |             |             |             |             | 1      |
| Coen Swijnenberg      |             |             |             |             | Vinkje      |             | Vinkje      | Vinkje      |             | Vinkje      | Vinkje      |             |             |             |              |              |              |             |             |             |             | 5      |
| Paul Rabbering        |             |             |             |             | Vinkje      |             |             |             |             | Vinkje      |             | Vinkje      |             |             |              |              |              |             |             |             |             | 3      |
| Annemieke Schollaardt |             |             |             |             |             | Vinkje      |             |             |             |             |             |             |             |             |              |              |              |             |             |             |             | 1      |
| Timur Perlin          |             |             |             |             |             |             |             | Vinkje      |             |             |             |             |             |             |              |              |              |             |             |             |             | 1      |
| Domien Verschuuren    |             |             |             |             |             |             |             |             |             |             | Vinkje      | Vinkje      | Vinkje      | Vinkje      |              |              |              |             |             |             |             | 4      |
| Frank van der Lende   |             |             |             |             |             |             |             |             |             |             |             |             | Vinkje      |             |              | Vinkje       | Vinkje       | Vinkje      |             |             |             | 4      |
| Sander Hoogendoorn    |             |             |             |             |             |             |             |             |             |             |             |             |             | Vinkje      | Vinkje       | Vinkje       | Vinkje       | Vinkje      |             |             |             | 5      |
| Angelique Houtveen    |             |             |             |             |             |             |             |             |             |             |             |             |             | Vinkje      |              |              |              |             |             |             |             | 1      |
| Eva Koreman           |             |             |             |             |             |             |             |             |             |             |             |             |             |             | Vinkje       | Vinkje       | Vinkje       |             |             |             |             | 3      |
| Jorien Renkema        |             |             |             |             |             |             |             |             |             |             |             |             |             |             | Vinkje       | Vinkje       |              | Vinkje      |             |             |             | 3      |
| Rob Janssen           |             |             |             |             |             |             |             |             |             |             |             |             |             |             | Vinkje       |              | Vinkje       | Vinkje      | Vinkje      |             |             | 4      |
| Mark van der Molen    |             |             |             |             |             |             |             |             |             |             |             |             |             |             | Vinkje       | Vinkje       |              |             |             |             |             | 2      |
| Rámon Verkoeijen      |             |             |             |             |             |             |             |             |             |             |             |             |             |             | Vinkje       |              |              |             |             |             |             | 1      |
| Herman Hofman         |             |             |             |             |             |             |             |             |             |             |             |             |             |             |              | Vinkje       |              |             |             |             |             | 1      |
| Sophie Hijlkema       |             |             |             |             |             |             |             |             |             |             |             |             |             |             |              |              | Vinkje       |             | Vinkje      | Vinkje      | Vinkje      | 4      |
| Wijnand Speelman      |             |             |             |             |             |             |             |             |             |             |             |             |             |             |              |              | Vinkje       |             |             | Vinkje      | Vinkje      | 3      |
| Barend van Deelen     |             |             |             |             |             |             |             |             |             |             |             |             |             |             |              |              |              |             | Vinkje      | Vinkje      | Vinkje      | 3      |